# Sứ mệnh nội gián
Sứ mệnh nội gián (tiếng Anh: Line Walker, tiếng Trung: 使徒行者) là một bộ phim điện ảnh Hồng Kông – Trung Quốc thuộc thể loại hành động – hình sự công chiếu năm 2016 do Văn Vỹ Hùng làm đạo diễn, dựa trên bộ phim truyền hình Sứ đồ hành giả của TVB ra mắt năm 2014. Bộ phim có sự tham gia của các diễn viên chính gồm Trương Gia Huy, Cổ Thiên Lạc, Ngô Trấn Vũ, Xa Thi Mạn và Hứa Thiệu Hùng, trong đó Mạn và Hùng đều trở lại với các vai diễn cũ từ bản phim truyền hình gốc.
Bộ phim được khởi chiếu tại Hồng Kông và Trung Quốc vào ngày 11 tháng 8 năm 2016, và tại Việt Nam vào ngày 12 tháng 8 cùng năm.